# Gymnopternus cuneicornis
Gymnopternus cuneicornis är en tvåvingeart som beskrevs av Robinson 1964. Gymnopternus cuneicornis ingår i släktet Gymnopternus och familjen styltflugor.
Artens utbredningsområde är North Carolina. Inga underarter finns listade i Catalogue of Life.